# Begraafplaats van Leuze-en-Hainaut
De Begraafplaats van Leuze-en-Hainaut is een gemeentelijke begraafplaats gelegen in de Belgische stad Leuze-en-Hainaut. De begraafplaats ligt aan de Chemin de Beloeil op 750 m ten zuidoosten van het stadscentrum. Ze heeft een onregelmatig oppervlak en wordt begrensd door een bakstenen muur. De toegang bestaat uit een dubbel metalen hek tussen hardstenen zuilen. Aan de oostelijke kant is er een kleinere uitbreiding. 
Direct na de ingang van de begraafplaats ligt een perk met Britse gesneuvelden uit beide Wereldoorlogen.

## Britse oorlogsgraven

### Geschiedenis
Het perk met Britse gesneuvelden werd ontworpen door William Cowlishaw en heeft een nagenoeg vierkantig grondplan met een oppervlakte van 230 m² en wordt door een boordsteen afgebakend. Het Cross of Sacrifice staat voor een stenen zitbank aan de noordelijke zijde.

#### Eerste Wereldoorlog
Leuze bleef het grootste deel van de oorlog onder Duitse bezetting. De begraafplaats werd toen door hun medische eenheden gebruikt om de overleden gewonden en zieken te begraven. Na de oorlog werden deze graven naar een Duitse begraafplaats overgebracht. Pas op 10 november 1918 werd de stad door de Commonwealth troepen bevrijd waarna de begraafplaats nog gedurende twee weken door de No. 44 en No. 2 Canadian Casualty Clearing Stations (veldhospitalen waar de slachtoffers werden getrieerd) werd gebruikt.
Er liggen 59 Britse, 1 Nieuw-Zeelands en 1 Frans graf uit de Eerste  Wereldoorlog. De meeste stierven in 1918, enkele in 1919. Er ligt ook 1 graf van een Russische krijgsgevangene.

#### Tweede Wereldoorlog
Er liggen ook 4 Britse slachtoffers (waarbij 2 niet geïdentificeerde) uit de Tweede Wereldoorlog die sneuvelden tijdens de Duitse opmars in mei 1940 waarbij het Britse expeditieleger zich terugtrok naar Duinkerke. 
De graven worden onderhouden door de Commonwealth War Graves Commission en staan er geregistreerd als Leuze Communal Cemetery.